# Increase Mather
Pour les articles homonymes, voir Mather.
 (novembre 2015).
Si vous disposez d'ouvrages ou d'articles de référence ou si vous connaissez des sites web de qualité traitant du thème abordé ici, merci de compléter l'article en donnant les références utiles à sa vérifiabilité et en les liant à la section « Notes et références ».
Increase Mather (21 juin 1639, Dorchester, Massachusetts, États-Unis - 23 août 1723, Boston, Massachusetts, États-Unis), était un pasteur puritain, auteur et pédagogue américain, dernier fils de Richard Mather, puritain anglais qui avait fui les persécutions anglaises en émigrant en 1635, et père du révérend Cotton Mather.

## Ses études
Increase Mather entra à l'université Harvard en 1651, âgé de 12 ans, et obtint sa licence (B.A.) en 1656. Après son premier prêche le jour de ses dix-huit ans, il étudia au Trinity College à Dublin (Irlande) où il obtint sa maîtrise (M.A.) en 1658. Refusant le retour à l'anglicanisme qui fit suite à la restauration de la monarchie en 1660 par l'arrivée sur le trône de Charles Stuart, il revint en Amérique après deux années passées à l'exercice du culte en Angleterre et à Guernesey.

## Son puritanisme
Increase Mather fut nommé pasteur de la North Church à Boston, poste qu'il occupa toute sa vie. Il épousa d'abord sa demi-sœur Maria Cotton, en 1662, puis, après le décès de celle-ci, Ann Cotton, veuve de son neveu John Cotton, en 1715.
Increase Mather et son fils Cotton Mather étaient de fervents partisans du puritanisme, ce qui les plaça en position difficile avec le pouvoir royal pendant la période de la restauration, au cours de laquelle la Charte royale concédée à la colonie de la baie du Massachusetts fut révoquée en 1686. En 1688, Increase Mather alla présenter les doléances de la colonie à la cour. Après la Glorieuse Révolution, et la révolte du Massachusetts contre son gouverneur, Sir Andros, Mather parvint à obtenir une nouvelle charte qui unifiait la colonie de Plymouth à la colonie de la baie du Massachusetts. Il réussit de même à faire nommer son protégé, Sir William Phips comme nouveau gouverneur de la colonie.
Cependant, ni le nouveau gouverneur, ni la nouvelle charte, ne furent très populaires parmi les colons américains. Increase Mather, qui avait été nommé président de l'université Harvard en 1685, démissionna de son poste en 1701.

## Ses œuvres
Increase Mather écrivit et publia de nombreux ouvrages, dont le plus célèbre, « Cases of Conscience Concerning Evil Spirits » (Cas de conscience regardant les esprits maléfiques) (1692), à l'occasion de l'affaire des Sorcières de Salem, dénonçait la recevabilité des témoignages de spectres (témoignages de victimes de sorcellerie affirmant avoir été attaquées par un fantôme prenant la forme de quelqu'un qu'elles connaissaient). Il fut également notamment l'auteur d'une biographie de père et d'une histoire de la guerre avec les Amérindiens.